# Carlow-Mayo
Carlow-Mayo – gmina (ang. township) w Kanadzie, w prowincji Ontario, w hrabstwie Hastings.
Powierzchnia Carlow-Mayo to 388,45 km². Według danych spisu powszechnego z roku 2001 Carlow-Mayo liczy 833 mieszkańców (2,14 os./km²).